# کووالوویتسه
کووالوویتسه (به چکی: Kovalovice) یک منطقهٔ مسکونی در جمهوری چک است که در ناحیه برنو-تسوونتری واقع شده‌است. کووالوویتسه ۴٫۷۱ کیلومتر مربع مساحت و ۵۹۸ نفر جمعیت دارد و ۲۵۶ متر بالاتر از سطح دریا واقع شده‌است.